# 16 Pomorski Pułk Artylerii
16 Pomorski Pułk Artylerii im. gen. dyw. Emila Przedrzymirskiego-Krukowicza (16 pa) – oddział Wojsk Rakietowych i Artylerii Sił Zbrojnych RP.
Pułk stacjonował w Braniewie i wchodził w skład 16 Pomorskiej Dywizji Zmechanizowanej imienia Króla Kazimierza Jagiellończyka.
23 września 2006 podczas uroczystości w Grudziądzu pułk otrzymał imię gen. dyw. Emila Przedrzymirskiego-Krukowicza. Z dniem 31 grudnia 2011 pułk został rozformowany.

## Dowódcy
- 46 Dywizjonu Artylerii (Armat, Haubic)
  - kpt. Jan Czyżewicz (1951)
  - kpt. Paweł Mietliński (1951–1953),
  - por. Piotr Zdunek (1953–1954),
  - kpt. Grzegorz Domański (1954–1955),
  - kpt. Stanisław Kucia (1955–1956)
  - kpt. Jacek Podolski (1956–1956),
  - kpt./mjr Czesław Czapla (1956–1959),
  - kpt. dypl./ppłk dypl. Zenon Stein (1959–1965),
  - p.o. mjr Stefan Kupczyk (1965),
  - ppłk dypl. Antoni Jankowski (1965–1970).
- 16 Pułku Artylerii
  - ppłk dypl./płk dypl. Antoni Jankowski (1970–1974),
  - ppłk dypl. Tadeusz Kanabrodzki (1974–1976),
  - cz.p.o. kpt. dypl. Stanisław Chwedczuk (1976),
  - mjr dypl. Zbigniew Hanszke (1976–1981),
  - mjr dypl./ppłk dypl. Janusz Włoszczuk (1981–1985),
  - p.o. mjr dypl./ppłk dypl. Stanisław Wasilewski (1985–1987),
  - ppłk/płk dypl. Stanisław Wasilewski (1987–1991),
  - ppłk dypl. Mieczysław Zemła (1991–1992).
- 16 Pomorskiego Pułku Artylerii
  - ppłk/płk dypl. Zbigniew Kudlak (1992–2004),
  - płk dypl. Jarosław Wierzcholski (2004–2007),
  - p.o. ppłk dypl. Tomasz Piotrowski (2007),
  - płk dypl. Andrzej Konior (od 2007-X.2010),
  - cz.p.o. ppłk Marek Makoś (X.2010 - VIII.2011),
  - cz.p.o. ppłk Marek Trzciński (VIII.2011 - ).

## Odznaka pamiątkowa
Odznaka pamiątkowa wykonana w kształcie krzyża maltańskiego, którego ramiona pokryte są emalią w barwach zielono - czarnych (barwy artylerii). Na poziomych ramionach krzyża widnieją numery pułku 16, na ramieniu górnym rok 1919 (data powstania pułku), na ramieniu dolnym 1992 (data przejęcia tradycji). Między ramionami umieszczono wiązki srebrzonych promieni. W centrum krzyża nałożona jest okrągła tarcza wypełniona czerwoną emalią na prążkowanym promieniście tle. Na tarczę nałożono godło państwowe w kolorze srebra.
Odznaka ma wymiary 46 x 46 mm, wzorowano ją na pamiątkowej odznace 16 pułku artylerii lekkiej z 1929 roku. Wykonana została w pracowni grawerskiej Zygmunta Olszewskiego w Warszawie. Pierwsze odznaki wręczono 26 września 1992 roku. 

## Oznaki rozpoznawcze
Oznaka rozpoznawcza 16 pa na mundur wyjściowy wykonana jest metodą haftu maszynowego i ma ona kształt zielono – czarnej (barwy artylerii) tarczy z żółtym obrzeżem. Wewnątrz pola tarczowego umieszczono dwie skrzyżowane, stylizowane lufy armatnie a tuż pod nimi wizerunek gryfa pomorskiego. Lufy wyhaftowane są pomarańczową nicią natomiast gryf czerwoną. Korona oraz dziób gryfa mają barwę pomarańczową, łapy żółtą a szpony czarną. Wymiary oznaki 75 x 60 mm. Oznakę nosi się na lewym rękawie płaszcza sukiennego, kurtki munduru galowego i wyjściowego oraz bluzy olimpijki.
Oznaka rozpoznawcza 16 pa na mundur polowy wykonana jest również metodą haftu maszynowego i różni się od poprzedniej jedynie kolorystyką. Tło jest zielono - szare. Lufy armatnie, obrzeże tarczy oraz szpony i korona gryfa czarne. Sylwetka gryfa ciemnozielona. Wymiary oznaki: 75 x 60 mm. Oznakę nosi się na kurtce, bluzie polowej na środku górnej kieszeni lewego rękawa. 
Istnieją także wersje oznaki rozpoznawczej 16 pa o odmiennej kolorystyce detali, jednakże w literaturze przedmiotu traktowane są one jako wersje próbne i niezaakceptowane.

## Przekształcenia
46 dywizjon artylerii przeciwdesantowej → 46 dywizjon artylerii armat → 46 dywizjon artylerii haubic → 16 pułk artylerii → 16 pomorski pułk artylerii → 16 pomorski pułk artylerii im. gen. dyw. Emila Przedrzymirskiego - Krukowicza